# Шатле (Шер)
Шатле (фр. Châtelet) насеље је и општина у централној Француској у региону Центар (регион), у департману Шер која припада префектури Сент Аман Монрон.
По подацима из 2011. године у општини је живело 1131 становника, а густина насељености је износила 34,48 становника/km². Општина се простире на површини од 32,8 km². Налази се на средњој надморској висини од 195 метара (максималној 276 m, а минималној 186 m).

## Демографија
| 1962. | 1968. | 1975. | 1982. | 1990. | 1999. | 2011. |
| ----- | ----- | ----- | ----- | ----- | ----- | ----- |
| 1.219 | 1.226 | 1.265 | 1.151 | 1.106 | 1.104 | 1.131 |

График промене броја становника у току последњих година